# Марк Фојерстин
Марк Фојерстин (енгл. Mark Feuerstein, IPA: ; Њујорк, 8. јун 1971) амерички је глумац. Прву забележену улогу имао је као гост у епизоди 2. сезоне серије Секс и град, а после тога глумио је у ТВ серијама Западно крило (2001—2005), Royal Pains (2009—2016) и Бекство из затвора (2017). Био је продуцент и лик краткотрајног Си-Би-Есовог ситкома 9JKL.

## Детињство и образовање
Фојерстин је рођен у граду Њујорку, син учитељице Одри и адвоката Харвија Фојерстина. Одрастао је у јеврејској породици и славио Бар мицву у ортодоксној синагоги. Био је рвач у средњој школи и освојио је државно првенство. Похађао је школу Далтон и дипломирао на Универзитету Принстон године 1993. Добио је Фулбрајтову стипендију и студирао је на Лондонској академији музичких и сценских уметности те школи Филип Гоје у Француској.

## Каријера
Фојерстин је свој дебитантски наступ на телевизији имао као повратни лик у сапуници Loving. Када је режисерка Ненси Мејерс имала кастинг за Шта жене желе, њена ћерка је препознала Фојерстина по улози у остварењу Љубавне чаролије (1998); инсистирала је да га њена мајка одабере, што се и десило.
Пажњу јавности је привукао у гостујућој улози у епизоди 2. сезоне серије Секс и град, под насловом They Shoot Single People, Don't They?; играо је офталмолога по имену Џош, који је имао секс с Мирандом (игра је Синтија Никсон) али није успео у томе да она доживи оргазам упркос вишеструким покушајима и њеним саветима. Епизода се завршава тако што Миранда схвата да Џош никада неће сексуално да је задовољи, па на крају одлучује да лажира свој оргазам. Џош ово наивно прославља, сав поносан и вичући „Ја сам мушкарчина!” (енгл. I'm the man!), док Миранда сама са собом разрешава како да га избегне у будућности. Фојерстин је јавно исказао жаљење што је прихватио улогу и назвао исту својим најмржим перформансом.

Фојерстин је имао повратну улогу у 3. сезони серије Западно крило, као адвокат; улогу је поновио вративши се у 6. сезони. Састао се са козвездом из дела Љубавне чаролије, Сандром Булок, као њена љубав; ово се десило у филму Две недеље за заљубљивање (2002), с тим да су његове сцене исечене на крају. Добио је титулу једног од „50 најлепших људи” магазина People, 2003. године. У јануару 2009, Фојерстин се почео појављивати у веб-серији The Hustler на Креклу.
Фојерстин је играо главну улогу у ТВ серији Ју-Ес-Еј нетворка, Royal Pains, од 2009. до 2016. године. Појавио се као супер гост домаћин издања WWE Raw од 14. јуна 2010. године, промовишући епизоду остварења Royal Pains с насловом Keeping the Faith.
У пролеће 2017, Фојерстин се појавио као неваљали Цијин оперативац Џејкоб Нес, у Фоксовом наставку криминалистичке хит серије Бекство из затвора.
Фојерстин је корежисер (са својом супругом, Дејном Клајн) и лик у Си-Би-Есовом ситкому 9JKL, премијерно приказаном у октобру 2017. године. Након првог приказивања, серија је добила негативне критике — са рејтингом одобравања 13% на сајту Rotten Tomatoes.

## Приватни живот
Ожењен је са сценаристкињом Дејном Клајн; венчали су се 2005. године, живе у Лос Анђелесу и имају троје деце (Лила, Фриско и Ади).

## Филмографија

### Филм
| Год. | Наслов                                                    | Улога                                 | Напомене |
| ---- | --------------------------------------------------------- | ------------------------------------- | --- |
| 1998 | Љубавне чаролије                                          | Мајкл                                 | филмски деби |
| 1999 | Giving It Up                                              | Ралф Гегнејт                          | |
| 1999 | The Muse                                                  | Џош Мартин                            | |
| 1999 | 30 Days                                                   | глумац                                | |
| 2000 | Rules of Engagement                                       | Том Чендлер                           | |
| 2000 | Woman on Top                                              | Клиф Лојд                             | |
| 2000 | Шта жене желе                                             | Морган Фервел                         | номинација — Blockbuster Entertainment Award for Favorite Supporting Actor – Comedy/Romance |
| 2002 | Abandon                                                   | Роберт Хенсон                         | |
| 2002 | Three Days of Rain                                        | купац аутомобила                      | |
| 2002 | Balkanization                                             | Мет Хардинг                           | кратки филм |
| 2002 | Две недеље за заљубљивање                                 | Рич Бек                               | сцене обрисане |
| 2005 | In Her Shoes                                              | Сајмон Стајн                          | |
| 2006 | The Wedding Weekend                                       | Грег                                  | |
| 2006 | Lucid                                                     | Кејс                                  | кратки филм |
| 2008 | Blessed Is the Match: The Life and Death of Hannah Senesh | Антоан Тисандијер / Јоел Пагли (глас) | документарац |
| 2008 | Defiance                                                  | Ајзак Малбин                          | |
| 2010 | Knucklehead                                               | Еди Саливан                           | |
| 2010 | Love Shack                                                | Марти Сфинктер                        | DtV |
| 2013 | Artists Writers Softball Game Commercial                  | ?                                     | кратки филм |
| 2014 | Life Partners                                             | Кејси                                 | |
| 2014 | In Your Eyes                                              | Филип Портер                          | |
| 2015 | Meadowland                                                | Роб                                   | |
| 2015 | Larry Gaye: Renegade Male Flight Attendant                | Лари Елизабет Геј                     | такође продуцент |
| 2016 | Baked in Brooklyn                                         | бизнисмен                             | |
| 2017 | Last Night in Rozzie                                      | Рони Русо                             | кратки филм Northeast Film Festival Award for Best Actor in a Short Film Philadelphia Independent Film Festival Award for Best Actor in a Short Film номинација — Hill Country Film Festival Award for Best Actor номинација — SoHo International Film Festival Award for Best Lead Actor in a Short Film |

### Телевизија
| Год.      | Наслов                                   | Улога                 | Напомене |
| --------- | ---------------------------------------- | --------------------- | --- |
| 1995—1996 | Loving                                   | ?                     | ? |
| 1996—1997 | Caroline in the City                     | Џо Дестефано          | телевизијски деби осам епизода; повратна улога |
| 1997      | Усмеравајуће светло                      | др Стивен Левин       | ? |
| 1997—1998 | Fired Up                                 | Дени Рејнолдс         | редовна улога; 28 епизода |
| 1998      | Conrad Bloom                             | Конрад Блум           | редовна улога; 13 епизода |
| 1999      | Секс и град                              | Џош                   | епизода: They Shoot Single People, Don't They? |
| 2000      | Али Мекбил                               | Хамонд Диринг         | епизода: Pursuit of Loneliness |
| 2000      | An American Daughter                     | Мороу Макарти         | телевизијски филм |
| 2000—2001 | Once and Again                           | Лео Фишер             | пет епизода; повратна улога |
| 2001      | The Heart Department                     | Вилијам „Бамо” Дејли  | телевизијски филм |
| 2001—2005 | Западно крило                            | Клифорд Кели          | седам епизода; повратна улога номинација — Online Film & Television Association Award for Best Guest Actor in a Drama Series (2002)                       |
| 2002—2004 | Good Morning, Miami!                     | Џејк Силвер           | редовна улога; 40 епизода |
| 2005      | The Closer                               | др Џером              | епизода: Flashpoint |
| 2005      | Ред и закон                              | Ерик Спајкер          | епизода: Bible Story |
| 2006      | Masters of Horror                        | Алекс О’Ши            | епизода: Pro-Life |
| 2006      | 3 lbs.                                   | др Џонатан Сигер      | седам епизода; повратна улога |
| 2007      | Shark                                    | Мичел Латајмер        | епизода: Porn Free |
| 2007      | Dance Man                                | ?                     | телевизијски филм |
| 2009      | The Hustler                              | Хаслер                | редовна улога; 11 епизода такође режисер / извршни продуцент / сценариста                                                                                 |
| 2009—2016 | Royal Pains                              | др Хенри „Хенк” Лосон | редовна улога; 104 епизоде такође продуцент 29 episodes такође копродуцент 16 епизода такође коизвршни продуцент 16 епизода такође сценариста пет епизода |
| 2014      | Friends with Better Lives                | Сајмон                | епизода Something New |
| 2015      | Nurse Jackie                             | Бери Волф             | пет епизода; повратна улога |
| 2016      | One & Done                               | Боксаут Берни         | епизода: Temple Four |
| 2017      | Бекство из затвора                       | Џејкоб Антон Нес      | девет епизода; повратна улога |
| 2017      | Wet Hot American Summer: Ten Years Later | Марк                  | осам епизода; повратна улога |
| 2017—2018 | 9JKL                                     | Џош                   | редовна улога; 16 епизода такође режисер / сценариста / извршни продуцент                                                                                 |